# Jan Chrystian Kamsetzer
Jan Chrystian Kamsetzer (niem. Johann Christian Kam(m)setzer, ur.  14 stycznia 1753 w Dreźnie, zm. 25 listopada 1795 w Warszawie) – polski architekt i dekorator wnętrz pochodzenia niemieckiego, czołowy przedstawiciel klasycyzmu w Polsce.

## Życiorys
Był synem piekarza Johanna Christiana. Wywodził się z rodziny ewangelickiej. Studiował w drezdeńskiej Akademii Sztuk Pięknych u Friedricha Augusta Krubsaciusa, promującego awangardowy ówcześnie styl klasycystyczny. Od 1773 w Warszawie, współpracował z Jakubem Fontaną, a następnie z Dominikiem Merlinim. Przypuszczalnie z polecenia Marcella Bacciarellego, którego traktował jako swojego patrona, Kamsetzer przebywał na dworze Stanisława Augusta Poniatowskiego. Przyjaźnił się z saskim architektem Szymonem Bogumiłem Zugiem, także pochodzącym z Drezna. W latach 1776–1777 towarzyszył jako rysownik polskiemu poselstwu do Stambułu, w trakcie którego przez Kamieniec Podolski, Żwaniec, Chocim, Jassy, dotarł do Azji Mniejszej, Aten i na wyspy greckie. 
W latach 1780–1782 jako stypendysta króla Stanisława Augusta Poniatowskiego podróżował przez Wiedeń do Włoch (Wenecja, Vicenza, Bolonia, Ankona, Rzym, Neapol, Pompeje, Paestum, Segesta) i na Maltę. We Włoszech fascynował się budynkami projektów Andrea Palladio i Jacopo Barozzi da Vignoli oraz budowlami starożytnymi, które opisywał, rysował i badał pod kątem architektonicznym. Na polecenie króla z Włoch udał się do Francji i od grudnia 1781 roku przebywał w Paryżu. Potem udał się do Anglii i przez Holandię i Drezno wrócił do Warszawy.
Po powrocie w 1787 roku został włączony do składu Królewskiej Komisji Budowlanej. Pracował m.in. wraz z Dominikiem Merlinim przy przebudowie Zamku Królewskiego w latach 1779–1785, przebudowie pałacu Na Wyspie w latach 1793–1795 oraz przy modernizacji pałacu w Rogalinie.
W 1790 został nobilitowany. W 1791 roku w listach do króla skarżył się na skromne wynagrodzenie, wyalienowanie w środowisku, lekceważenie i konflikty z innymi projektantami (przypuszczalnie Włochami). W 1792 roku znacznie pogarsza się jego stan zdrowia. W 1794 roku zaciągnął się do wojska polskiego i otrzymał rangę kapitana. W 1794 roku zaprojektował niezrealizowane drewniany most przez Wisłę oraz Kolumnę Sławy upamiętniającą Konstytucję 3 Maja. W powstaniu kościuszkowskim dowodził kompanią.
Po ciężkiej chorobie Kamsetzer zmarł w wieku 42 lat w dniu abdykacji króla. Pozostawił po sobie wdowę.
Został pochowany na cmentarzu ewangelicko-augsburskim w Warszawie.

## Wybrane

### Budynki
- Stara Kordegarda w Łazienkach w Warszawie (1793)
- Amfiteatr w Łazienkach Królewskich w Warszawie (1790)
- Kościół w Petrykozach (1791)
- Sarkofag króla Jana III Sobieskiego w krypcie św. Leonarda w katedrze na Wawelu w Krakowie
- Oficyny pałacu Czapskich od strony Krakowskiego Przedmieścia 5 w Warszawie (ok. 1786)
- pałac w Siernikach dla Katarzyny z Raczyńskich Radolińskiej (1786-1788)
- pałac w Siedlcu dla Antoniego Krzyckiego (ok. 1786)
- modernizacja pałacu w Rogalinie dla Kazimierza Raczyńskiego
- odwach na rynku w Poznaniu
- Trebhauz (Cieplarnia) w Ogrodzie Botanicznym w Warszawie
- Kościół w Radzyminie (przebudowany)
- Pałacyk Bacciarellego przy Bagateli 5 w Warszawie (zniszczony w 1944 roku)
- Stara Kordegarda w Łazienkach (rozebrana w 1800 roku)

### Wnętrza
- Galeria Rzeźby w Starej Oranżerii w Łazienkach w Warszawie
- pałac Tyszkiewiczów w Warszawie[2]
- Sala Balowa w pałacu Kazimierza Raczyńskiego w Warszawie[2]
- Sala Kolumnowa w pałacu w Pawłowicach (1786)
- Sala Balowa w Pałacu w Łazienkach w Warszawie
- Sala Rycerska na Zamku Królewskim w Warszawie (modyfikacja projektu D.Merliniego)

### Przypuszczalnie
- Przebudowa pałacu Raczyńskich w Warszawie (1787–1789)[3][2]
- Pałac Tyszkiewiczów w Warszawie (1786–1792), ukończenie budowy wg projektu Stanisława Zawadzkiego[2]
- Elewacja północna Pałacu na Wyspie w Łazienkach w Warszawie (1788)

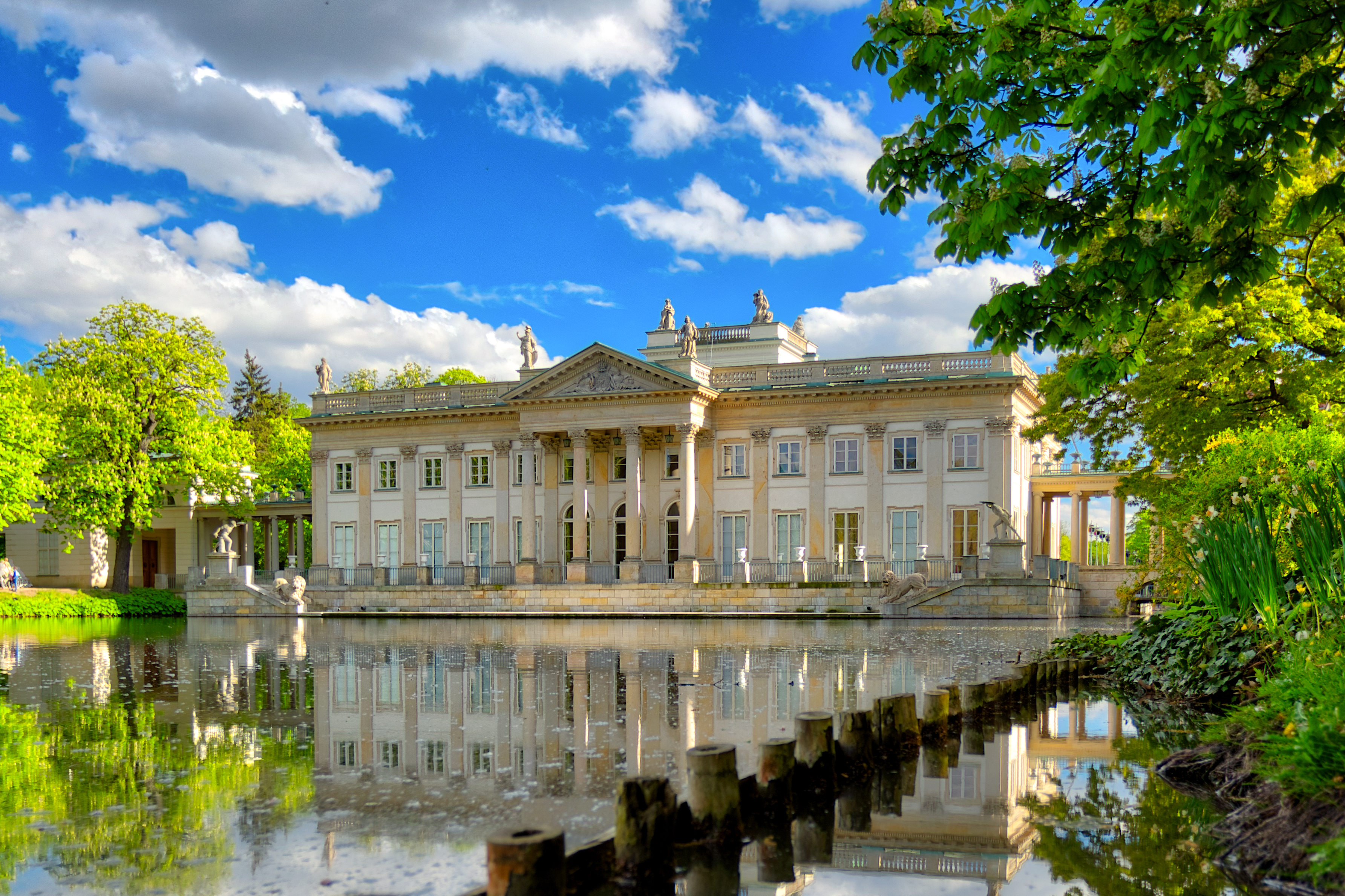
Warszawa - Pałac na Wyspie w Łazienkach - północna fasada (1788)
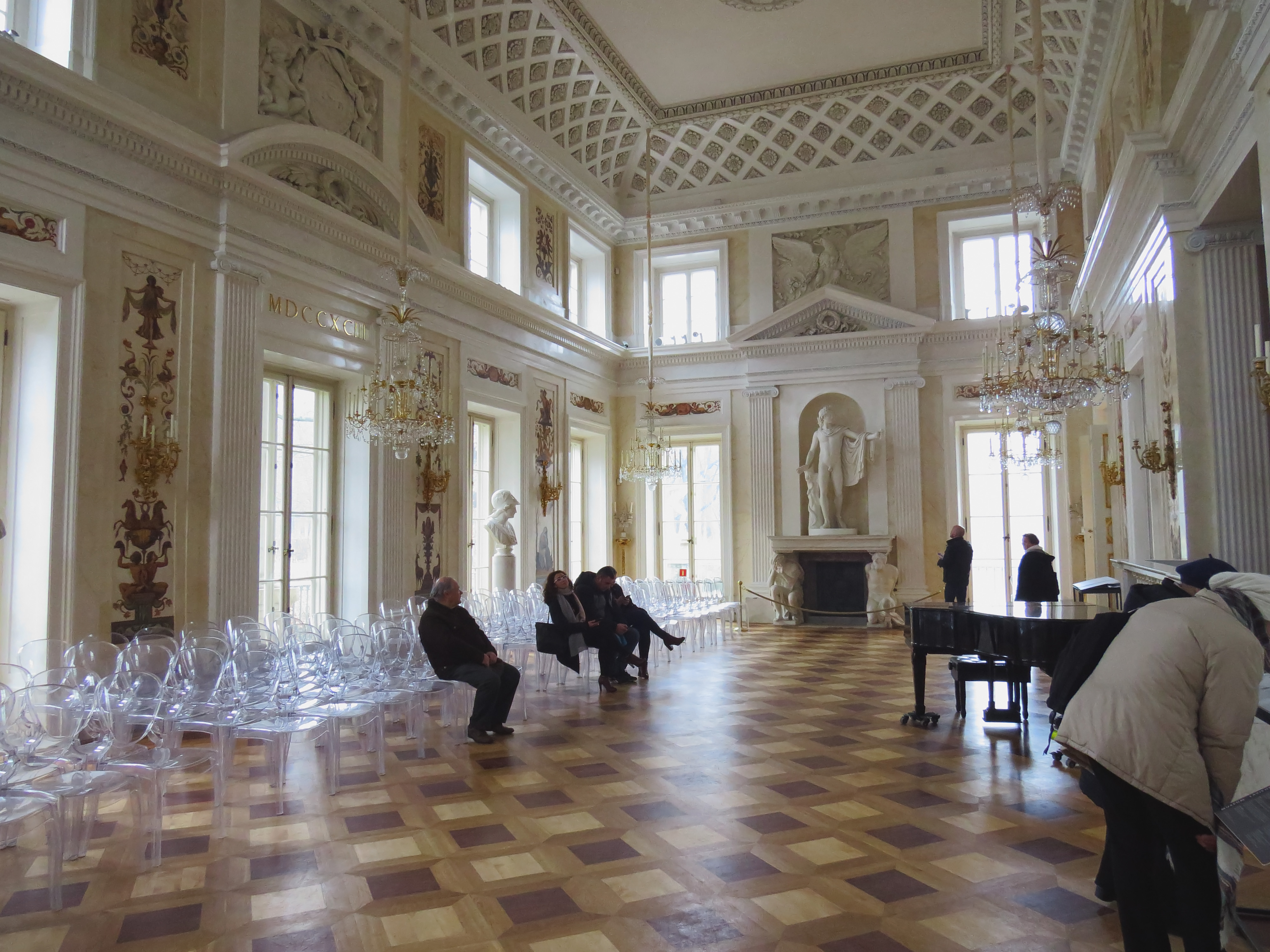
Pałac Na Wyspie w Łazienkach - Sala Balowa
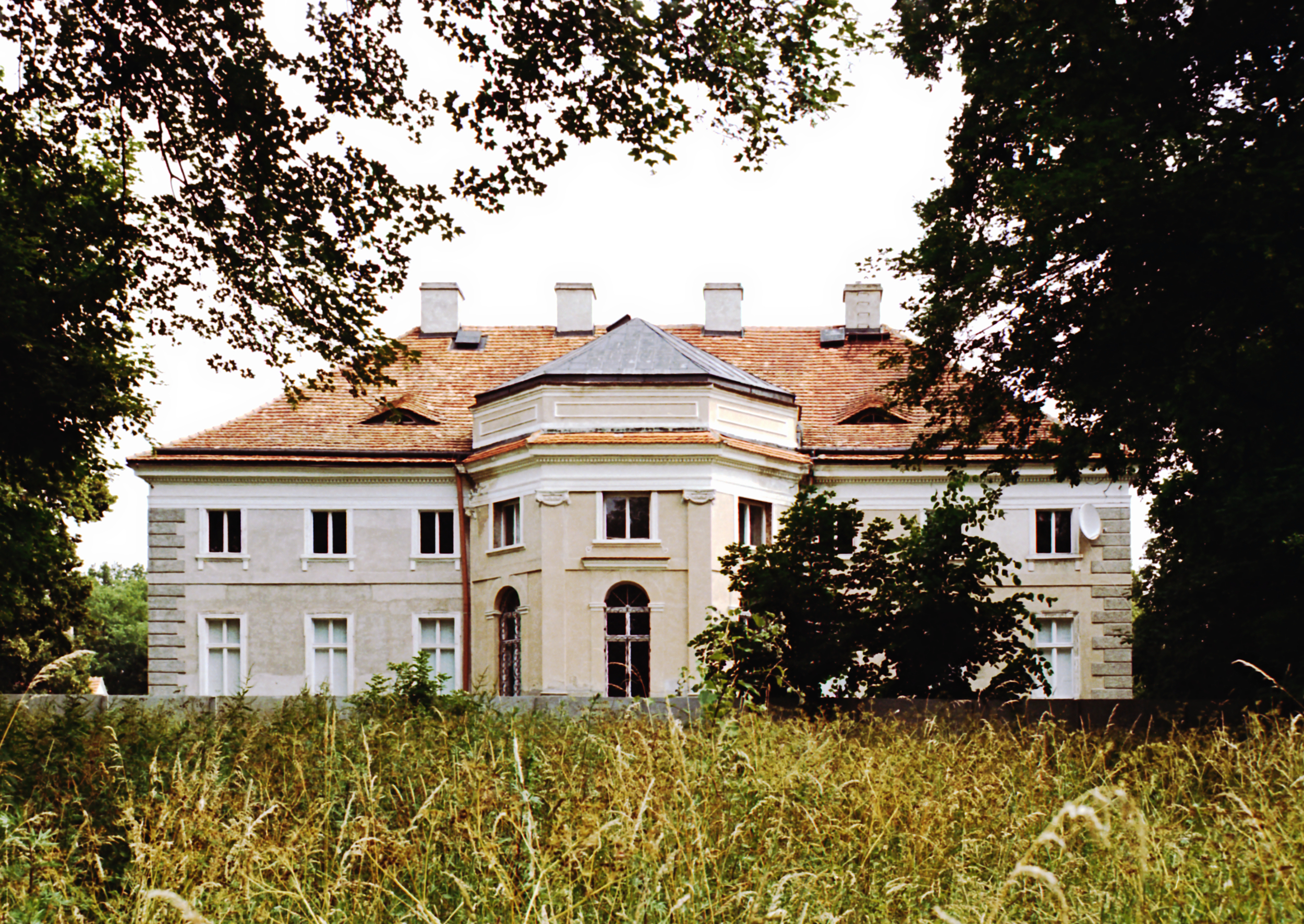
Sierniki - pałac
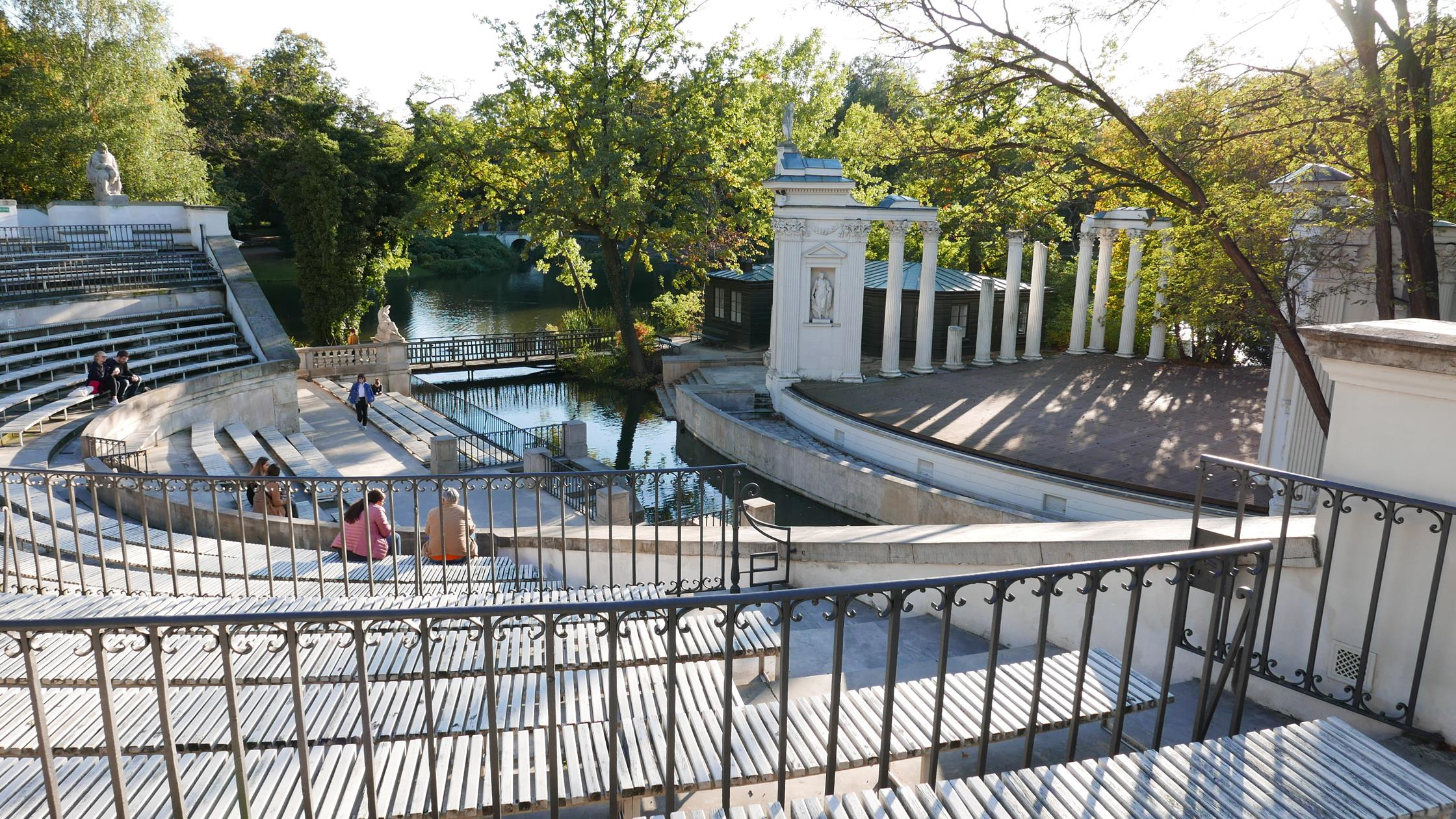
Amfiteatr w Parku Łazienki
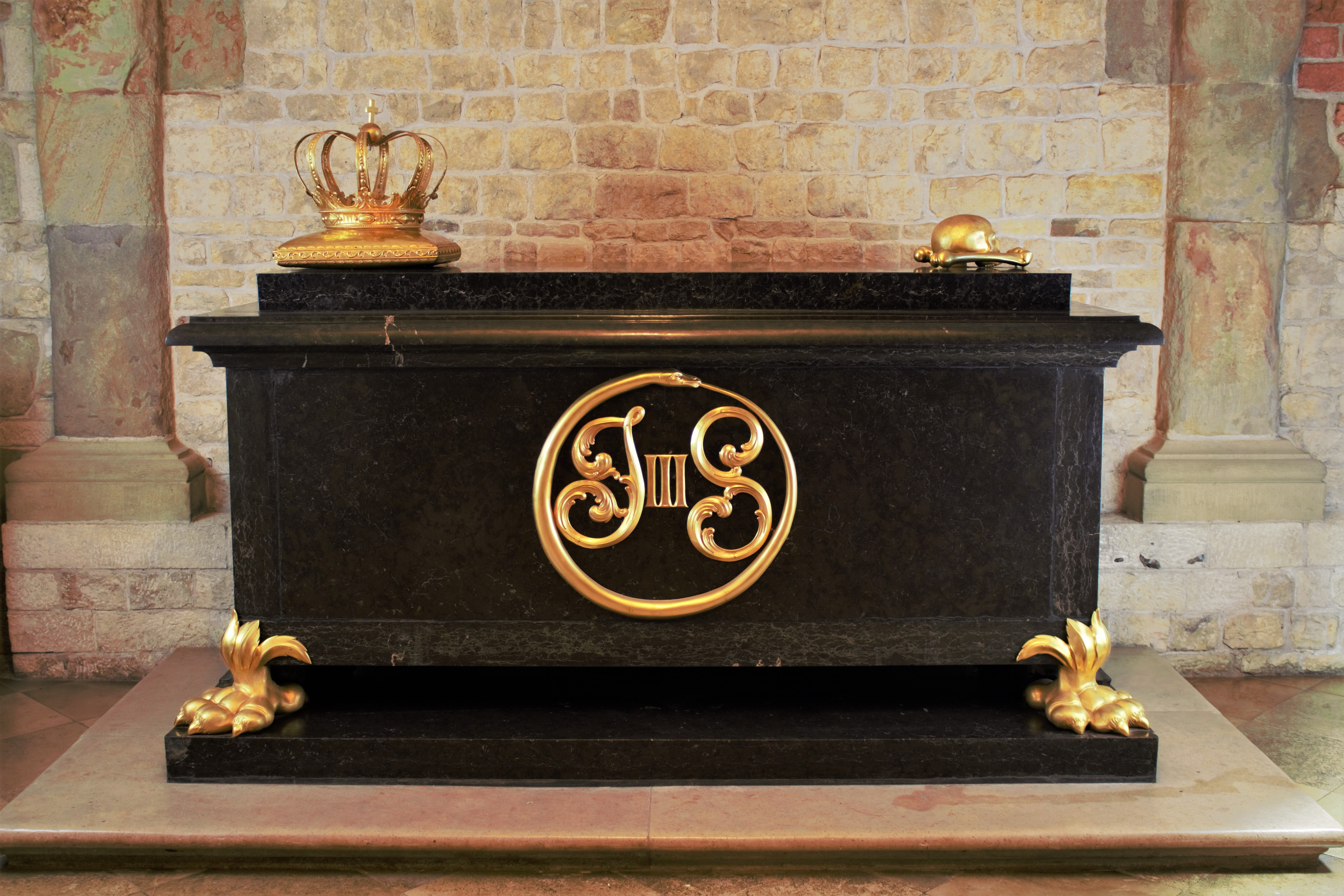
Sarkofag Jana III Sobieskiego
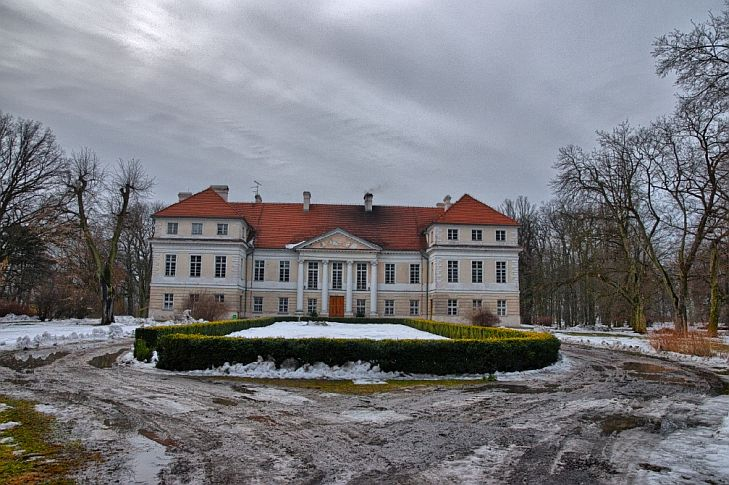
Siedlec - pałac Krzyckich
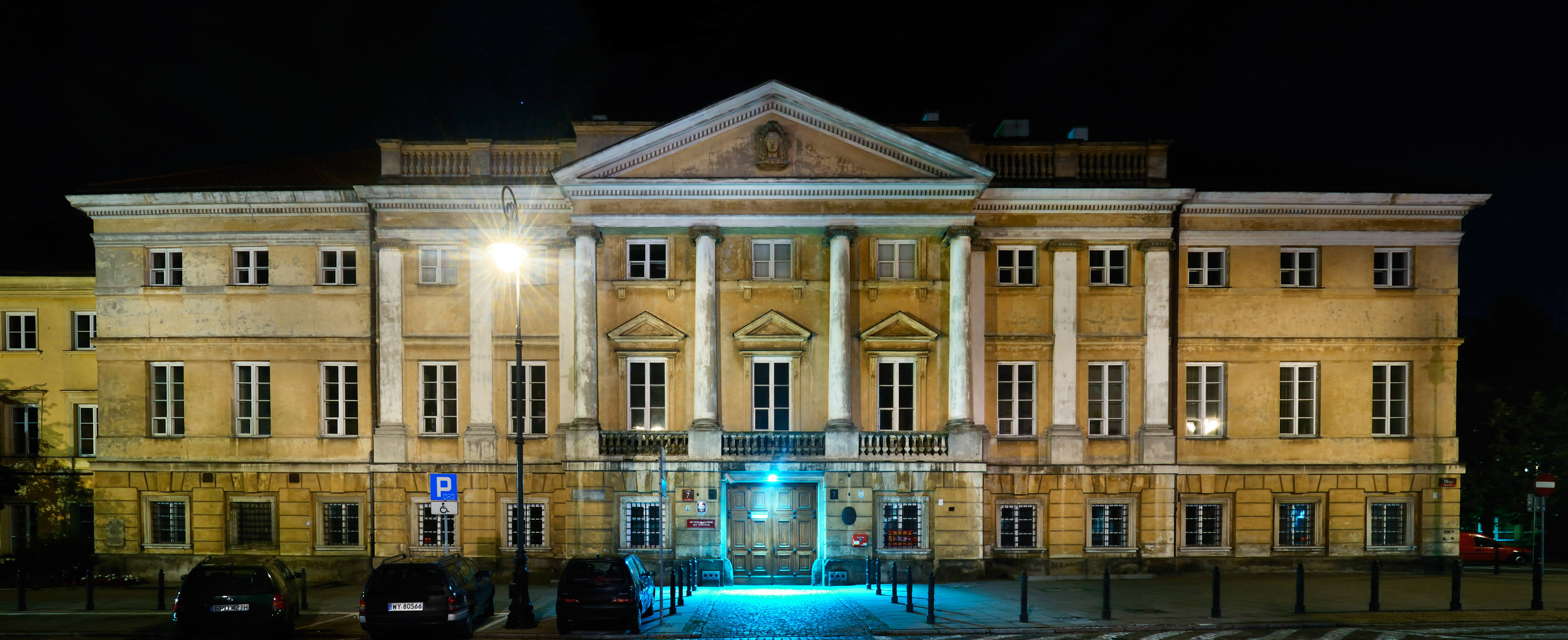
Pałac Raczyńskich w Warszawie (?) (1787-1789)
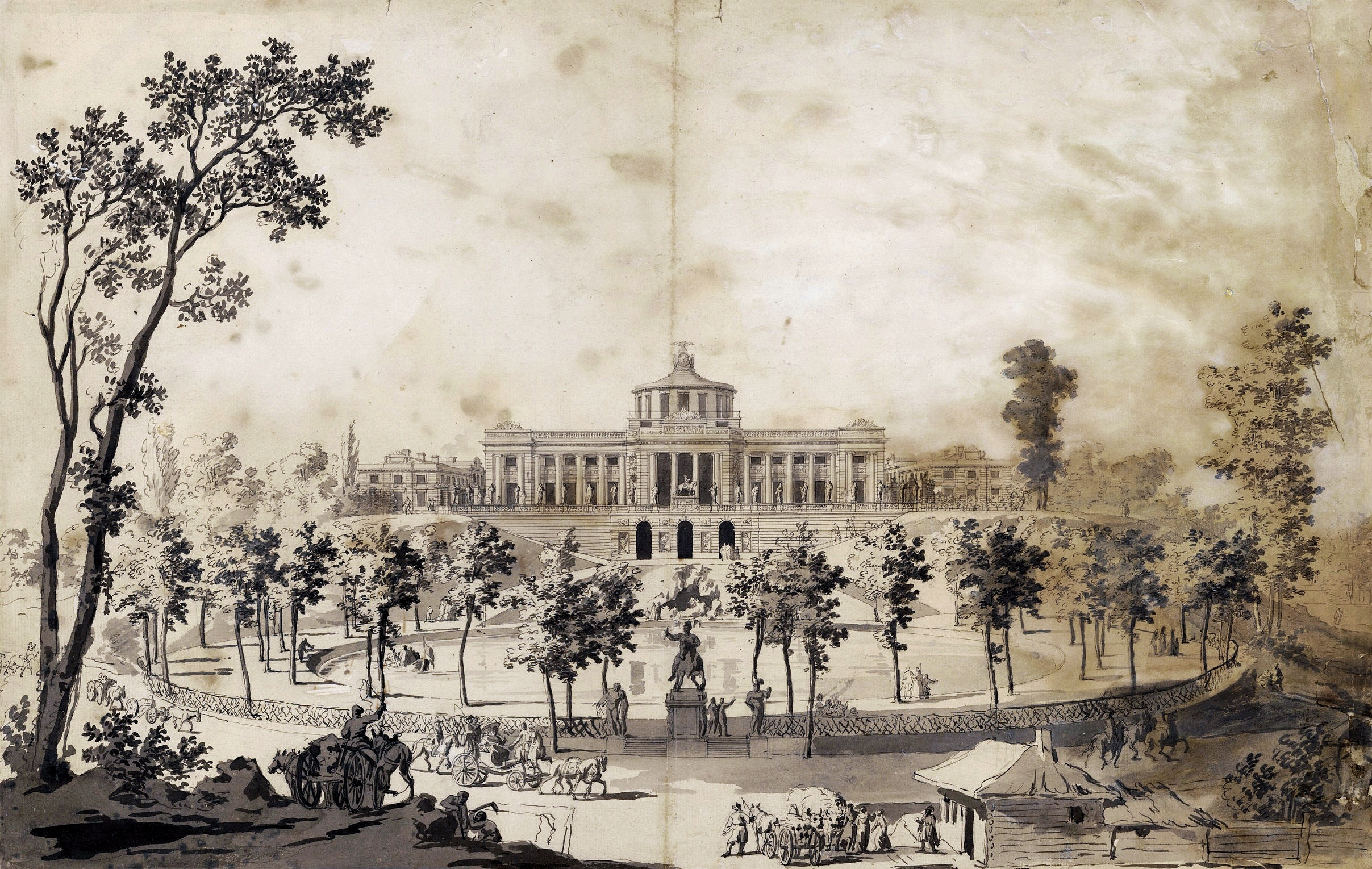
Projekt Nowego Belwederu w Warszawie
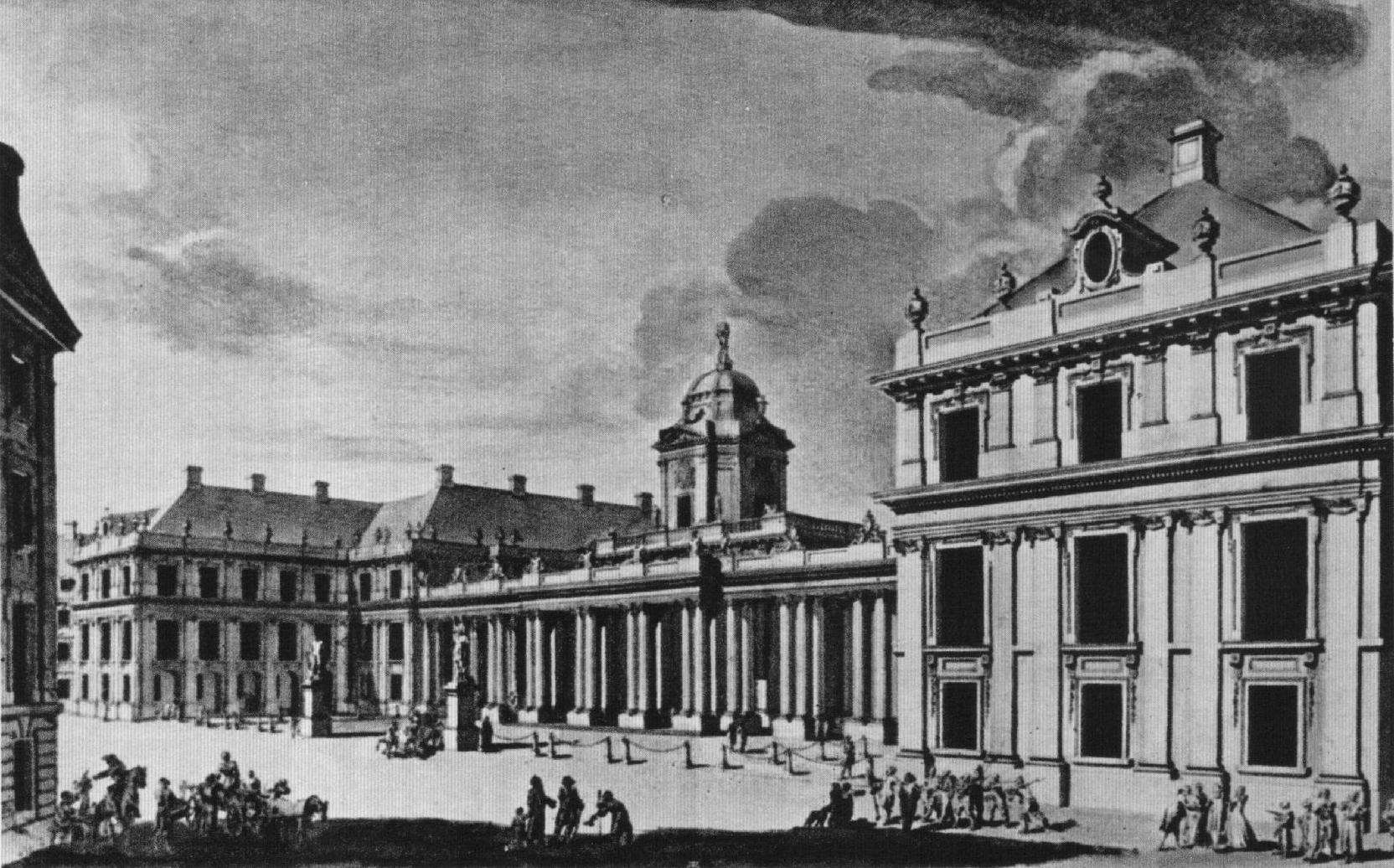
Projekt przebudowy Zamku w Warszawie
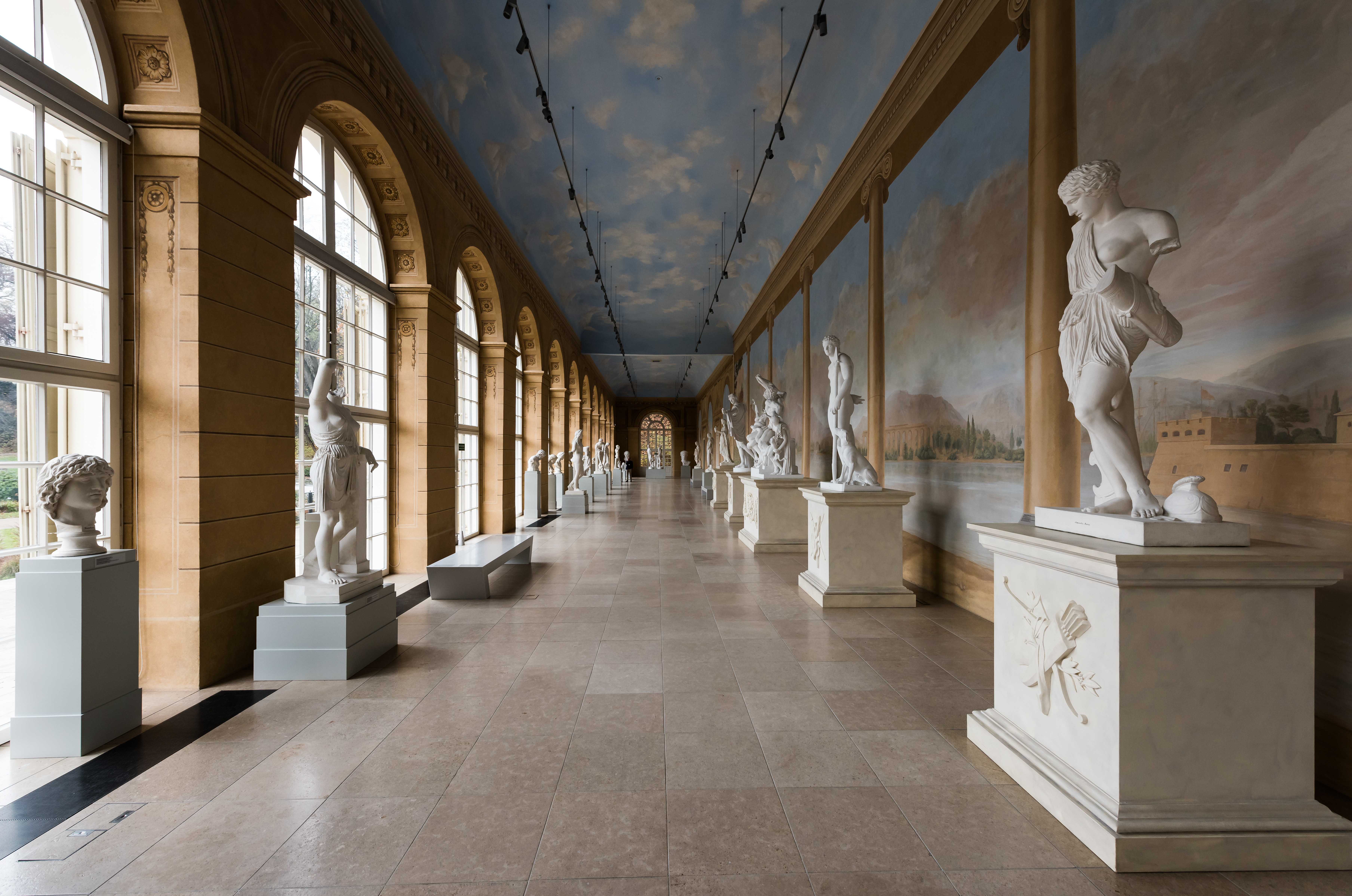
Warszawa - Wnętrze Starej Oranżerii
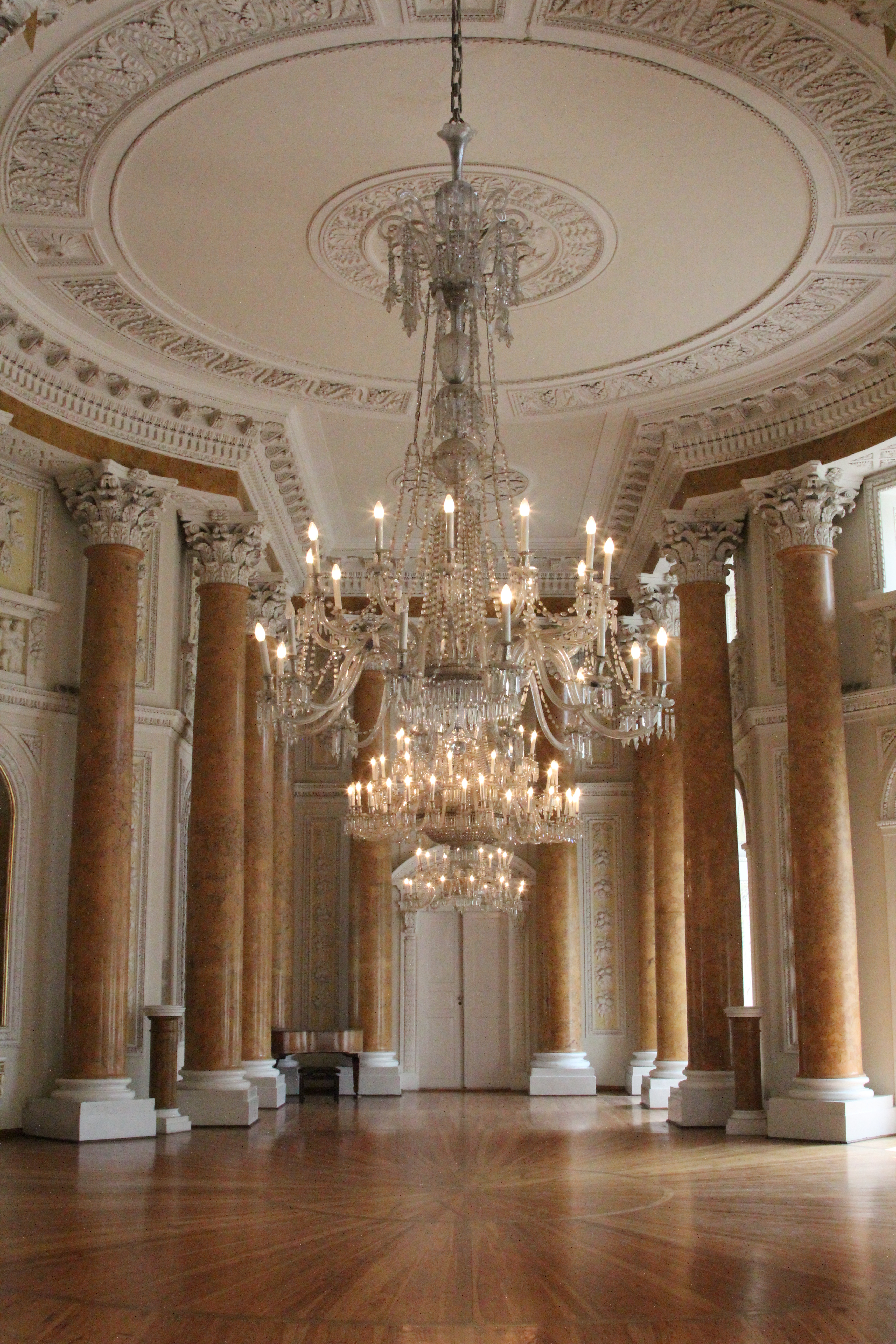
Pawłowice - Sala Kolumnowa
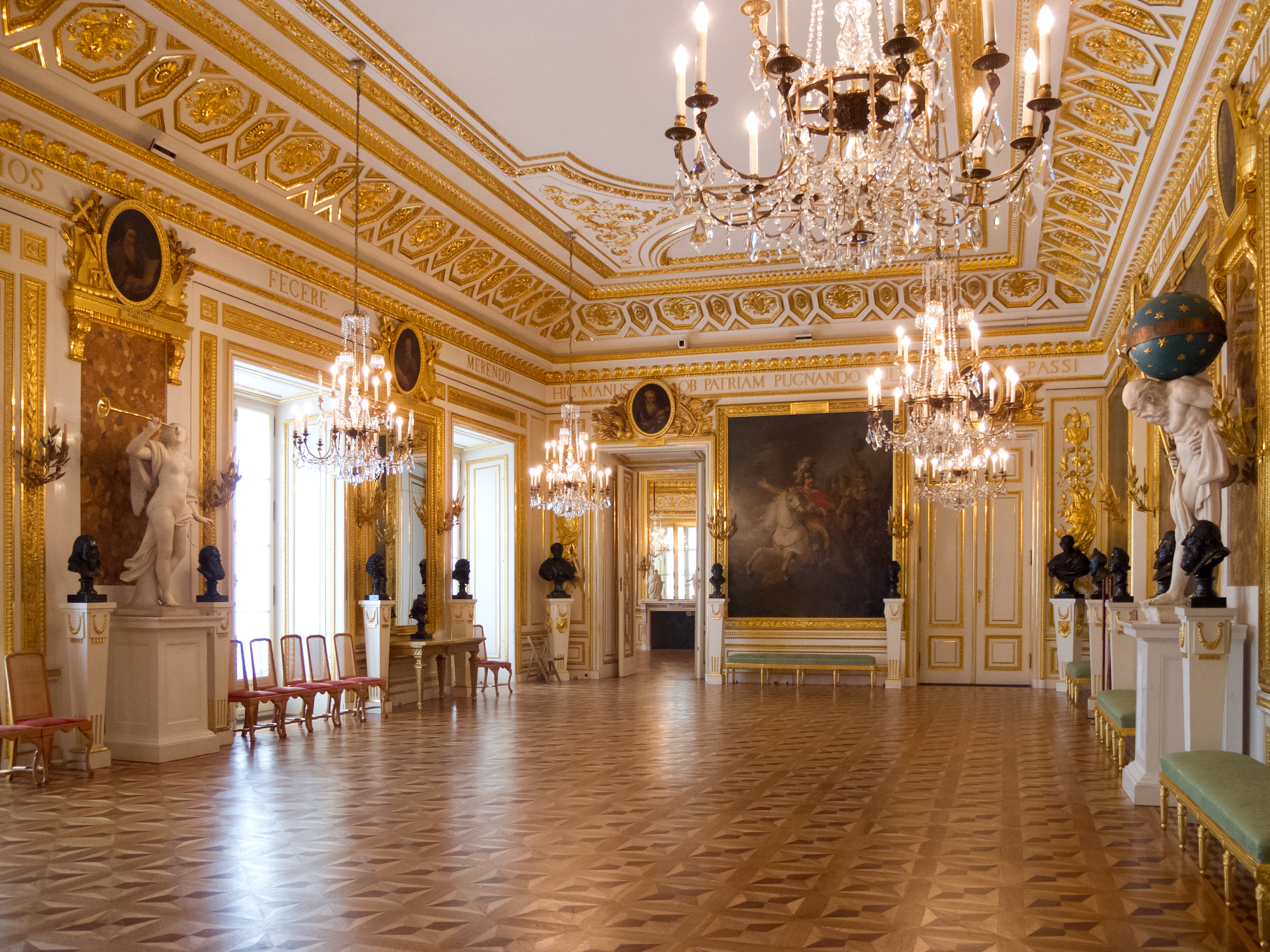
Sala Rycerska na Zamku Królewskim w Warszawie
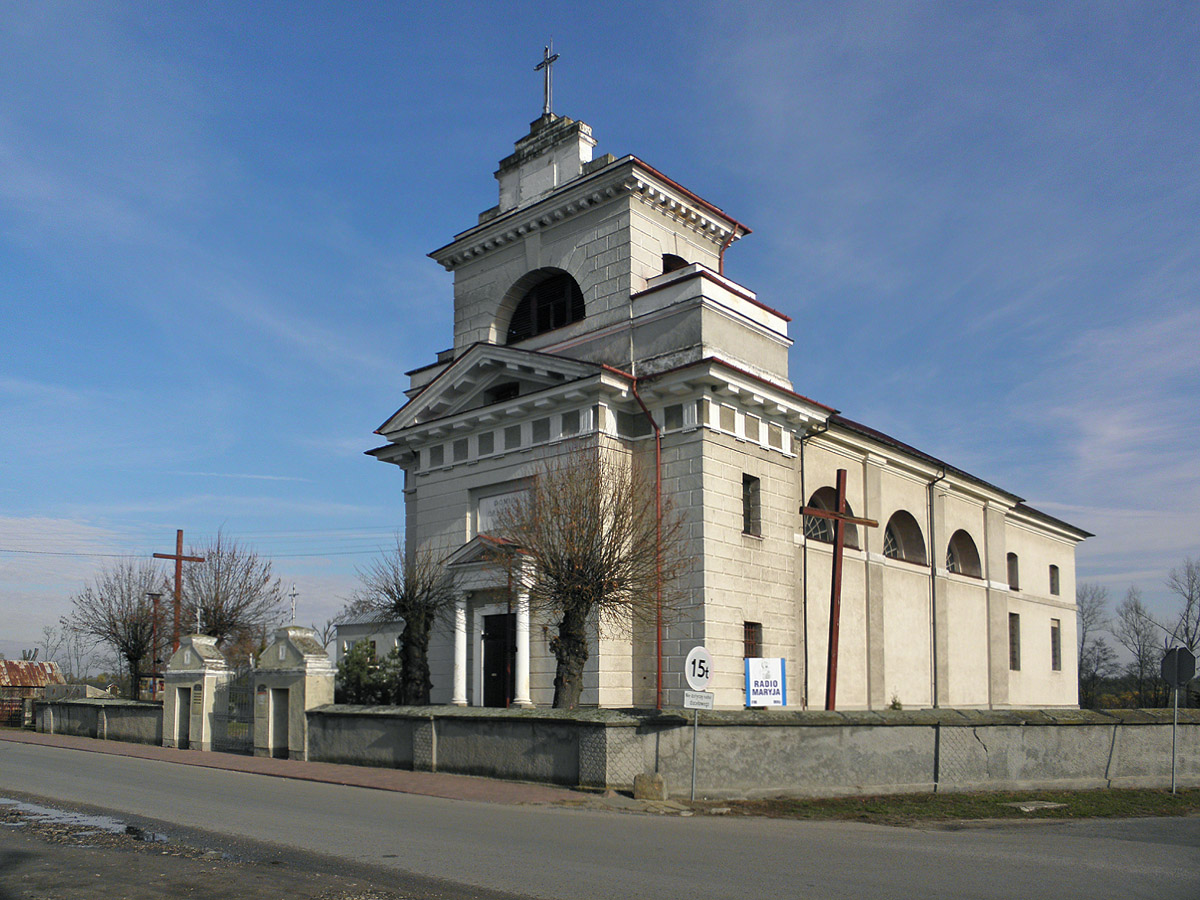
Petrykozy - kościół św. Doroty
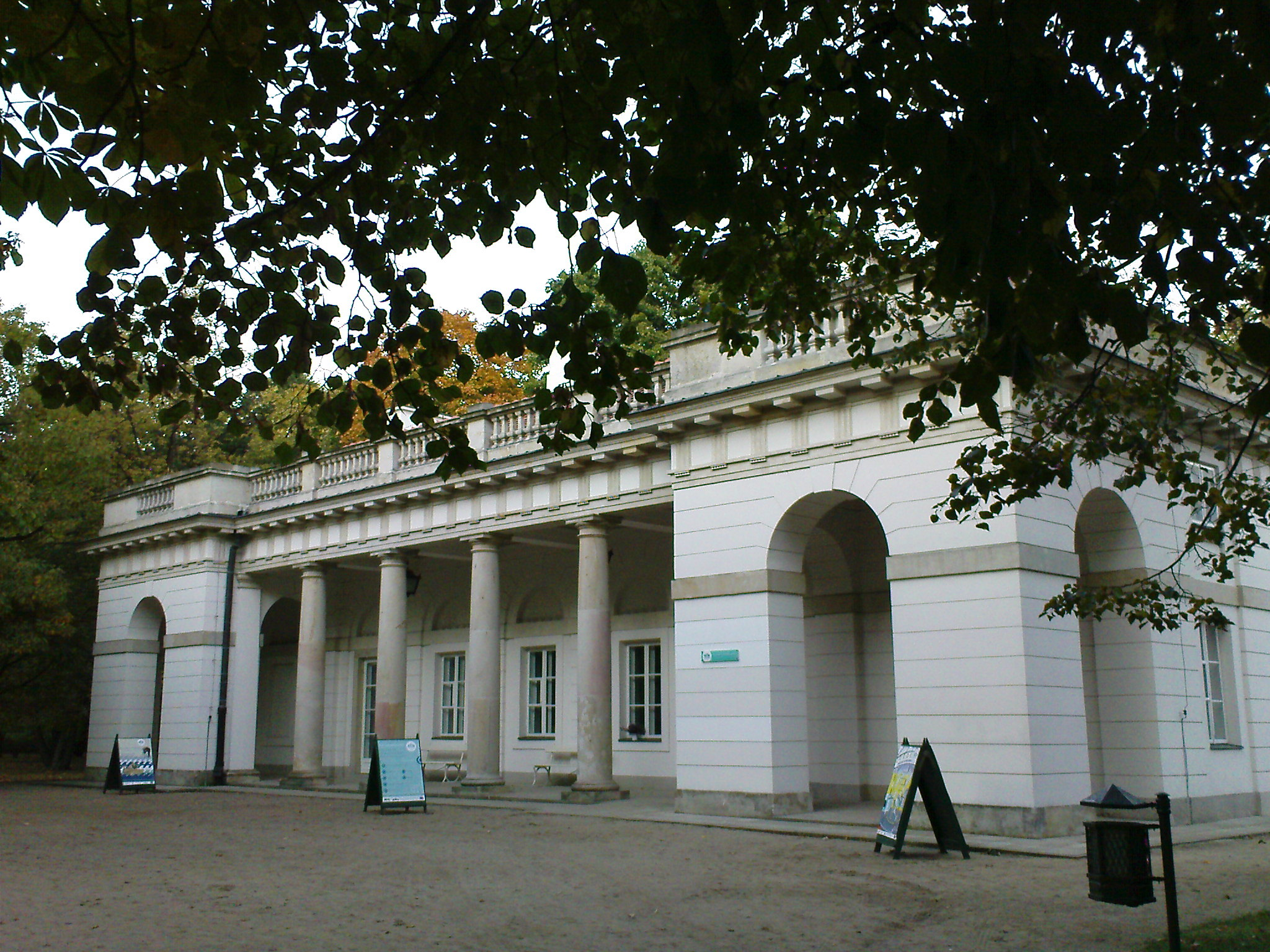
Stara Kordegarda w Łazienkach
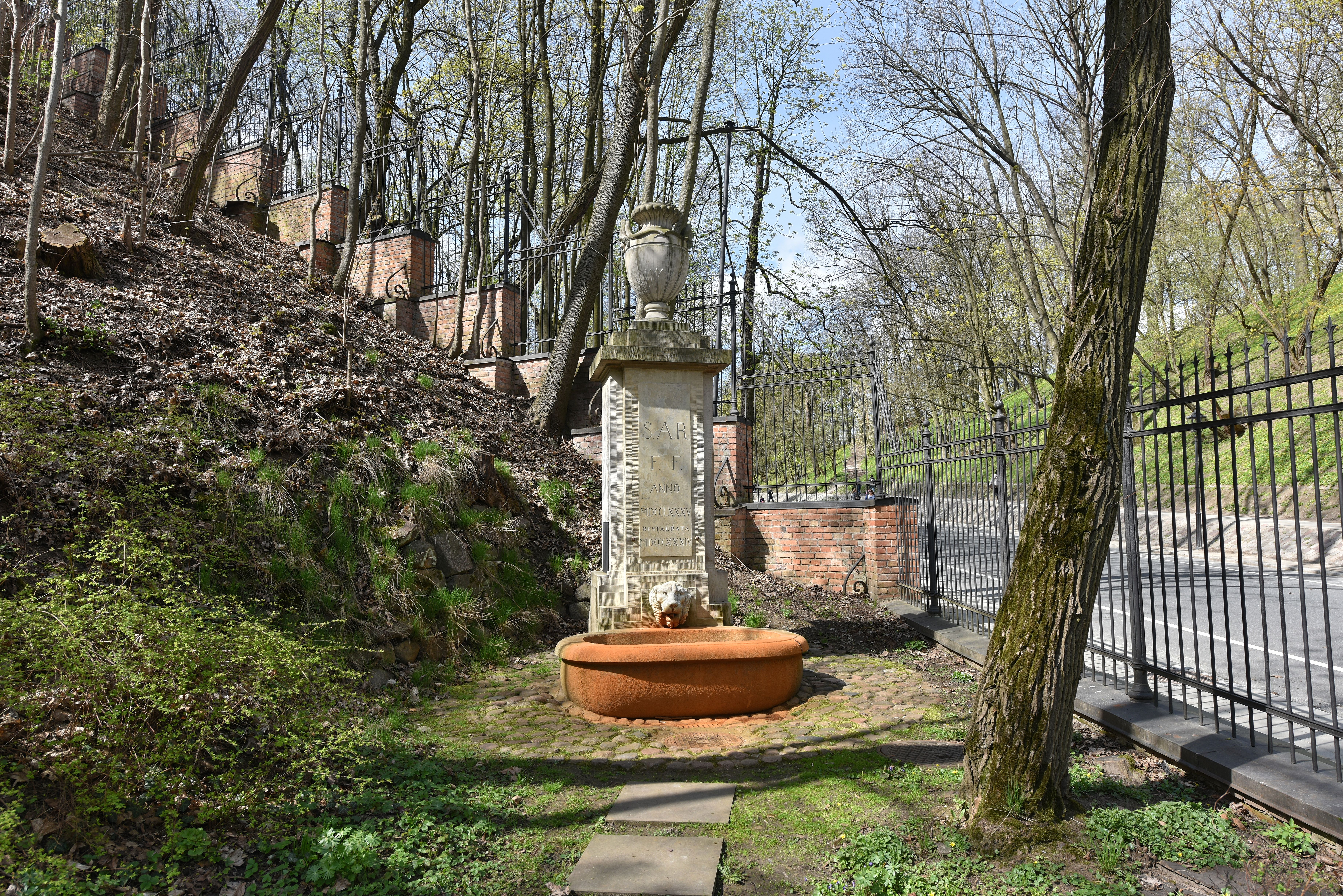
Obudowa źródła w Łazienkach w Warszawie